# Порт-Леви
Порт-Леви (англ. Port Levy, маори Koukourarata) — посёлок на берегу одноимённого залива на полуострове Банкс в регионе Кентербери на Южном острове Новой Зеландии.
По состоянию на 2006 год в посёлке проживало менее 100 человек, но в середине XIX века он был крупнейшим поселением маори в Кентербери, с населением около 400 человек. Посёлок был назван в честь Соломона Леви, австралийского купца и владельца торгового флота, который вёл активную торговлю с полуостровом в 1820-х годах.
С давних времён эти места населяло хапу (часть племени) Нгаи Таху, Нгаи Туахурири. Его вождь, Моки, назвал это место «Koukourarata» в честь реки в Веллингтоне, в дань уважения к своему отцу, Ту-Ахурири.
Здесь также проживало племя Таутахи, по имени которого была названа болотистая местность Ōtautahi, где сейчас расположен Крайстчерч.
Здесь была построена первая англиканская церковь для маори, в настоящее время на этом месте расположен каменный мемориал.

## В искусстве

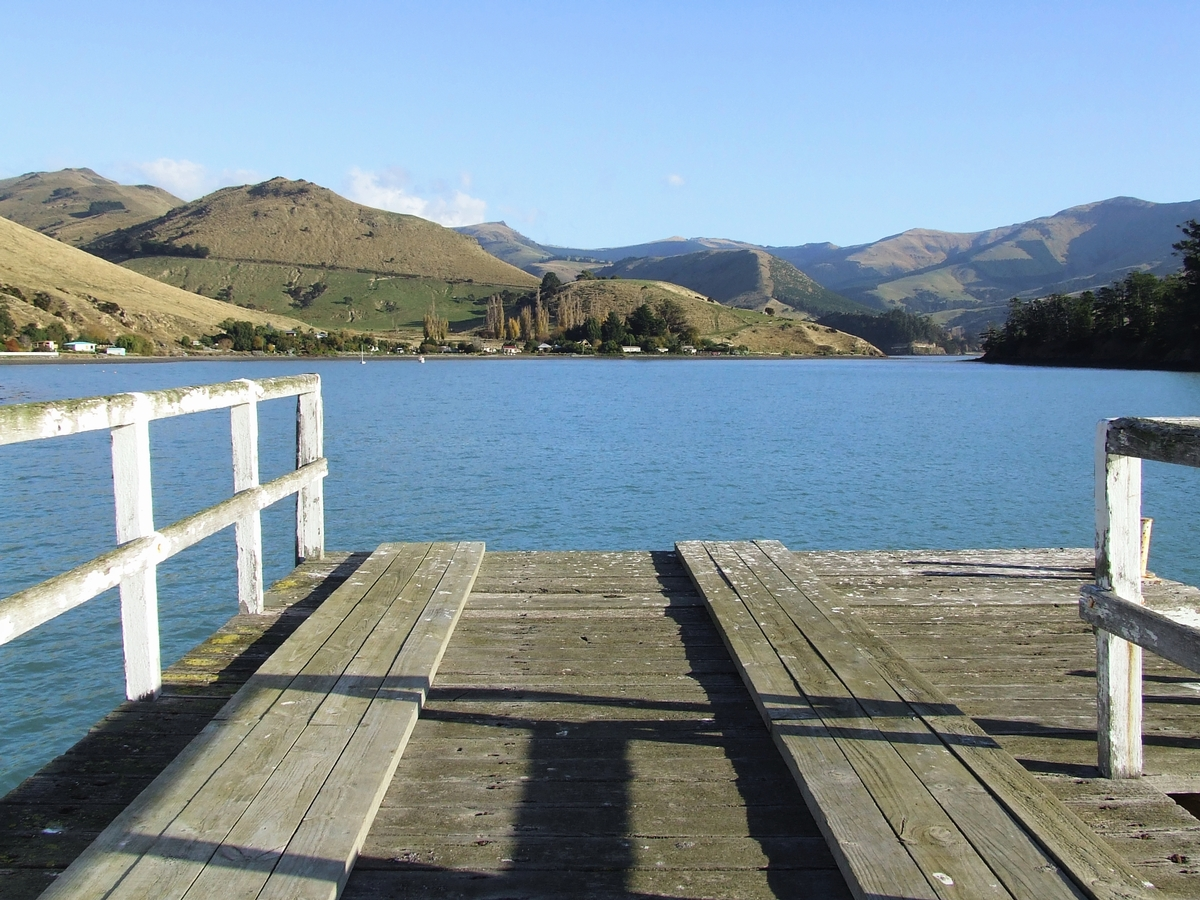
Пристань Порт-Леви в фильме Небесные создания

Некоторые сцены фильма Питера Джексона «Небесные создания» были сняты в Порт-Леви. Здесь Полин Паркер и Джульет Хьюм, две 16-летние школьницы из Крайстчерча 3 апреля 1953 года представляли себе «Четвёртый мир», называемый ими «Откровением Порт-Леви». Они так и не объяснили, что произошло тогда на самом деле, и называли его воротами через облака.